# The Peoples Champ
The Peoples Champ, rapparen Paul Walls (Paul Slayton) fjärde album. Albumet sålde platinum och hamnade på första plats på den amerikanska albumlistan. 

## Låtlista
1. I'm A Playa (med Three 6 Mafia)
2. They Don't Know (med Bun B)
3. Ridin' Dirty (med Trey Songz)
4. State To State (med Freeway)
5. So Many Diamonds (med T.I.)
6. Smooth Operator
7. Sittin' Sidewayz (med Big Pokey)
8. Internet Goin' Nutz
9. Trill (med Bun B och B.G.)
10. Sippin' Tha Barre
11. Drive Slow (Kanye West med Paul Wall och GLC)
12. March N' Step (med Grit Boys)
13. Got Plex (med Archie Lee och CootaBang)
14. Girl
15. Big Ballin'
16. Sip-N-Get High (med Aqualeo)
17. Just Paul Wall